# Языковые контакты
Языковой контакт происходит в результате взаимодействия двух или более языков или их разновидностей (диалектов, арго, профессиональной лексики и т. д.). Контактная лингвистика — дисциплина, изучающая данный феномен.

## Феномен
Многоязычие (чаще всего проявляется в виде двуязычия) было известно на протяжении всей истории человечества, и в настоящее время большая часть населения земли — как минимум двуязычна.
При близком взаимодействии носителей разных языков их языки нередко воздействуют друг на друга, как минимум на индивидуальном уровне. Языковой контакт в широком смысле может происходить на языковой границе, между адстратными языками или в результате миграции, в результате чего новый для носителя язык может оказаться как суперстратом (поглотившим прежний) или субстратом.
В ходе языковых контактов могут иметь место различные феномены — в их числе такие, как конвергенция языков, заимствование, кальки и релексификация. Результатами интенсивных языковых контактов являются пиджины, креолизация, переключение кодов и смешанные языки. Ряд языков не подпадают в строгом смысле ни под одну из данных категорий, хотя подобные процессы и затрагивали их в ходе истории — к числу таких языков относится, например, средневековый английский язык. Результат его контакта с нормандским и скандинавскими языками ряд лингвистов рассматривают как креолизацию (en:Middle English creole hypothesis), другие этот взгляд не принимают.

## Формы влияния одного языка на другой

### Заимствование лексики
Чаще всего влияние языков друг на друга проявляется в виде заимствования лексики (иногда морфем и фраз). Некоторые заимствования со временем укореняются в языке и воспринимаются как «родные» — из-за частоты употребления, утраты ассоциаций с языком-источником, фонетической или морфологической деформации. В ряде языков (например, китайском) деформация неизбежно происходит уже на начальном этапе, тогда как в других заимствования могут длительное время сохранять фонетические и орфографические особенности и даже оригинальную письменность языка-источника. В ряде языков число заимствований исторического периода намного превышает число морфем языка — генетического предка; к примеру, большинство слов и/или морфем в корейском языке и значительная часть — в других языках Восточной Азии (японском, вьетнамском) восходят к китайскому языку, хотя китайцами на слух уже не опознаются. Иногда заимствование происходит в виде калек (создание собственных слов или фраз, представляющих собой поморфемный перевод из языка-источника).

### Усвоение черт другого языка
Влияние может заходить довольно глубоко, проникая на такие базовые уровни языка, как морфология и другие аспекты грамматики. Например, неварский язык, распространённый в Непале, относится к сино-тибетским языкам, которые исторически являются изолирующими и тональными, однако ввиду длительного, на протяжении многих веков, контакта с индоиранскими языками выработал именную флексию, характерную для индоевропейских языков, но довольно нетипичную для сино-тибетских. Также язык усвоил ряд других категорий, в частности, глагольные времена.

### Смена языка
В результате контакта двух языков один может смениться другим; такое особенно часто случается, когда один из языков имеет заметно более высокий социальный статус (престиж). Данное явление зачастую ведёт к вымиранию языка.

### Лингвистика страт
Тем не менее в результате смены языка вытесняемый язык может оставить заметный след (именуемый «субстрат») в вытесняющим языке («суперстрат»), когда новообретённые носители суперстратного языка передают своим детям ряд особенностей субстратного языка, что в конце концов может привести к развитию нового диалекта суперстратного языка или даже нового языка. Таким образом, например, на латынь, которая вытеснила местные языки на территории Галлии в эпоху Римской империи, оказали влияние как галльский язык, так и языки германцев. Особое произношение, характерное для ирландского диалекта английского языка, отчасти связано с субстратным ирландским языком, уже вышедшим из живого употребления на большей части Ирландии.
Нередко субстрат фиксируется только в определённом пласте лексики (например, топонимика), не затрагивая другие пласты языка. Такое явление характерно, например, для случаев, когда даже при переходе покорённого населения на язык завоевателей оно долгое время не смешивалось с ними, а занимало более низкие социальные слои.
В ряде древних индоевропейских языков выделяется субстрат неизвестного происхождения, позволяющий предположить о наличии в Европе в дописьменную эпоху доиндоевропейских языков.

### Создание новых языков: креолизация и смешанные языки
Языковой контакт может также привести к созданию новых языков в результате тесного общения людей, не владеющих или плохо владеющих языками друг друга. Возникающие в результате таких контактов пиджины имеют шанс со временем сформироваться в полноценный креольский язык. Хорошим примером такого языка является сарамаккан, распространённый в Суринаме, словарь которого состоит из португальских, английских и голландских слов, однако фонетика и даже тона скорее близки языкам Западно-Центральной Африки.
Гораздо реже контакт приводит к возникновению смешанных языков. Если креолизация обычно происходит там, где общий язык изначально отсутствует, смешанные языки образуются там, где большинство говорящих относительно хорошо владеет обоими языками. Такие языки обычно наследуют довольно многие сложные характеристики языка (на уровне грамматики, фонологии и др.), тогда как креольские языки обычно теряют сложные характеристики языков-предков и начинают вырабатывать новые «с нуля». Иногда общины, где существуют смешанные языки, характеризуются как двуязычные общины, утратившие идентификацию с культурами тех языков, на которых они разговаривают, и стремящиеся выработать собственный язык для выражения своей культурной уникальности.

## Взаимное и одностороннее влияние
Изменения в языке в результате языкового контакта нередко бывают односторонними. К примеру, китайский язык оказал глубокое влияние на развитие японского, однако сам китайский язык практически не испытал влияние японского, если не считать группы современных терминов, которые были созданы японцами в записи китайскими иероглифами и по китайским грамматическим моделям и затем «вернулись» в Китай. В Индии многие местные языки, в том числе государственный хинди, испытали сильное влияние английского — многие английские слова входят в повседневный лексикон.
В ряде случаев языковой контакт может привести к взаимному обмену, хотя такие случаи ограничены небольшими географическими регионами. К примеру, в Швейцарии местный вариант французского испытал влияние местного варианта немецкого, и наоборот. В Шотландии шотландский язык испытал сильное влияние английского, в то время как многие шотландские слова вошли в региональный английский диалект.

## Языковая гегемония
Влияние языка растёт по мере того, как увеличивается влияние его носителей. Такие языки, как китайский, греческий, латынь, португальский, французский, испанский, арабский, фарси, санскрит, русский, немецкий и английский пережили периоды широкого распространения в мире, в результате чего укрепилось их влияние в целом, и кроме того, они оказали большое влияние (от многочисленных заимствований до полного вытеснения) на языки тех территорий, куда они проникали. Имело место и обратное влияние (в основном лексические заимствования для описания предметов импорта, экзотических обычаев, географические наименования и т. д.).
В свою очередь, Интернет — особенно в период своего взрывного роста в 1990-е годы — во многом усилил и укрепил роль ряда языков наряду с такими традиционными носителями информации, как радио, телевидение, телефонное сообщение и печатные материалы.

## Диалектные и субкультурные изменения
В ряде случаев языковой контакт оказывает влияние только на некоторый сегмент языкового сообщества. Таким образом, изменения могут проявляться только в отдельных диалектах, жаргонах или языковых стилях. Южноафриканский диалект английского испытал сильное влияние африкаанс с точки зрения фонетики и некоторых лексических заимствований, однако это почти не повлияло на английский язык в целом. В ряде случаев язык развивается как акролект, содержащий элементы более престижного языка. Например, в Англии длительное время в Средние века речь высших классов испытывала сильное влияние французского (точнее, англо-нормандского) до такой степени, что иногда напоминала диалект французского. Подобная же ситуация существовала в России в первой половине XIX века, когда среди дворянства доминировал французский язык, а русский воспринимался как варварский и бескультурный.

## Языки жестов
Контактные жестовые языки широко распространены в сообществах глухих, которые практически всегда существуют в окружении доминирующего устного языка. Контакт также может иметь место между двумя и более жестовыми языками, в результате чего происходит заимствование лексики, у носителей появляется акцент и т. д. Хотя при таком взаимодействии устного и жестового языка тоже может происходить заимствование и переключение кодов, сам по себе интерфейс такого общения привёл к возникновению нескольких феноменов: появлению пальцевого алфавита для передачи слов устного языка средствами жестового, сочетание побуквенной передачи и обычных языковых жестов, смешанная речь детей глухих родителей, устройства телекоммуникации для глухих, маусинг (неслышное проговаривание слов) и контактные жестовые языки.